# Acanthoserolis schythei
Acanthoserolis schythei är en kräftdjursart som först beskrevs av Christian Frederik Lütken 1858.  Acanthoserolis schythei ingår i släktet Acanthoserolis och familjen Serolidae. Inga underarter finns listade i Catalogue of Life.